# カンザス州立大学
カンザス州立大学（Kansas State University）は、アメリカ合衆国カンザス州のマンハッタンにある州立大学。1863年創立の古豪であり、州の旗艦校に位置付けられている。通称は「K-State」

## 歴史
カンザス州立大学は1863年2月16日にランドグラント大学であるカンザス農科大学(Kansas State Agricultural College)として設立された。アメリカ合衆国最初の農科大学と自称している大学のひとつである。なお、同大学は、カンザス州で最初の州立大学であり、ビッグ12カンファレンスのなかで3番目に古い大学である。1858年に設立されたブルーモント中央専門学校(Bluemont Central College)を改編したものである。

## スポーツ・サークル・伝統
現在400以上のクラブとおよそ20のスポーツクラブがある。

## 著名な出身者
- アール・ウッズ（大学野球部初の黒人選手でタイガー・ウッズの父親）
- リチャード・マイヤーズ（第15代アメリカ軍統合参謀本部議長）
- マーリン・フィッツウォーター（ジョージ・H・W・ブッシュ政権の大統領報道官）
- サム・ブラウンバック（カンザス州上院議員）
- ケニー・ハリソン（アトランタオリンピック男子三段跳びの金メダリスト）
- マイケル・ビーズリー（2008年NBAドラフト全体2位指名）
- 蔡秉燚（N95マスクのフィルターの発明者）